# Рубикон (река, впадает в Берингово море)
Рубико́н — река на Дальнем Востоке, на границе Чукотского автономного округа и Камчатского края России.
Название дал мореплаватель Ф. К. Гек в 1885 году. Вероятно, полярный исследователь, описывая берега Берингова моря, сделал решительный шаг, перейдя границу расселения коряков и чукчей. Коренные жители именуют реку Катынвеем, что в переводе с керекского — «холодная река». Существует также ещё одно название — Нартовая, что связано с прохождением по реке нартовой дороги от с. Опуха до с. Хатырка. Все три названия использовались на картах.
Истоки реки находятся на южных склонах центральной части Расчленённого хребта. Протяжённость составляет 26 км. Протекает по территории Анадырского района. Впадает несколькими рукавами в лагуну Маллэн Берингова моря.
Основные притоки: Спокойный, Озёрный.